# Freight Train
Freight Train è un album in studio del cantante di musica country statunitense Alan Jackson, pubblicato nel 2010.

## Tracce
Tutte le tracce sono scritte da Alan Jackson eccetto dove indicato.

1. Hard Hat and a Hammer – 2:50
2. Every Now and Then – 3:49
3. After 17 – 3:52
4. It's Just That Way – 3:26 (Vicky McGehee, Kylie Sackley, Keith Stegall)
5. Freight Train – 4:41 (Fred Eaglesmith)
6. Taillights Blue – 3:47 (Jay Knowles, Adam Wright)
7. I Could Get Used to This Lovin' Thing – 3:21
8. Till the End (featuring Lee Ann Womack) – 3:04 (Cathy Gosdin)
9. That's Where I Belong – 3:51
10. Big Green Eyes – 3:30
11. True Love Is a Golden Ring – 3:35 (Jackson, Roger Murrah)
12. The Best Keeps Getting Better – 3:44